# 木村安兵衛
木村 安兵衛（きむら やすべえ、文化14年6月20日（1817年8月2日） - 明治22年（1889年）7月26日）は、日本の実業家。木村屋總本店の創業者。

## 来歴
常陸国河内郡田宮（たくう）村（現在の茨城県牛久市田宮町）の農家に生まれる。父は長岡又兵衛で次男。妻は川原代村（現在の茨城県龍ケ崎市）の木村安衛門の長女・文（ぶん、文女とも）で、木村家の婿養子となる。たび重なる小貝川の水害で農業に見切りをつけ、江戸へ出て、津藩の仕官市内見廻役御蔵番などを務める。
明治になり、東京府で太政官出仕授産所（現在の職業訓練所）の所長だった伯父・木村重義を頼ってそこの事務職となる。授産所で長崎でオランダ人宅のコックを務めた梅吉と出会い、明治2年（1869年）、東京の芝区日陰（港区新橋駅付近）に、木村屋の前身となる文英堂を創業した。文英堂の名前の由来は妻の文と息子の英三郎から。資金はなかったが、文の蓄えで開業した。この年の火災で店を焼失し、翌年には京橋区尾張町（中央区銀座）に移り、屋号を木村屋に改める。
焼け残ったのは石で出来た石釜だけだったが、次男の英三郎や、パン職人の武藤勝蔵の協力で営業を再開し、明治5年（1872年）には、軍隊食として洋食を取り入れていた芝新銭座（現在の浜松町）の攻玉社（海軍兵学校への予備校的存在）の御用達となる。9月に新橋・横浜間に鉄道が開通すると駅構内に販売店を出し、また脚気の治療食として効果があるという風聞の助けもあり、商売は繁盛する。明治6年（1873年）2月には再び大火で店を焼失する。
銀座が煉瓦街として再開発される最中、仮店舗での営業中には日本人に受け入れられるパンの研究を行い、饅頭にあんが入っていたことからヒントを経て、あんを入れるパンを作る事にする。小豆餡をパン生地でくるみ、外は西洋で中は和風、発酵に酒種酵母を使用した「あんパン（酒種あんぱん）」を開発する。
明治7年（1874年）に販売を開始すると反響を呼び、翌・明治8年（1875年）には、縁のあった旧幕臣で侍従を務めていた山岡鉄舟の仲介で、同年4月4日に隅田川花見で明治天皇が向島の旧水戸藩下屋敷訪問の際に、木村屋のあんパンが茶菓子として献上された。このあんパンは中央に桜の花びらの塩漬けをあしらったもので、天皇・皇后、特に皇后から気に入られ、宮中御用達となった。あんパンを食べた明治天皇は「ひきつづき納めるように」と伝えられている。
山岡鉄舟との縁で、あんパンを静岡で隠居生活をしていた徳川慶喜にも献上していた。

## 関連書
- 『うしく歴史散歩』（木村 有見／筑波書林／1995）
- 『銀座木村屋あんパン物語』（大山 真人／平凡社／2001）
- 『こだわりあんぱん』（本多 由紀子／小学館／1997）
- マンガふるさとの偉人「“あんパン”の生みの親　木村安兵衛」発行 茨城県龍ケ崎市教育委員会 2024年3月 https://www.bgf.or.jp/bgmanga/311/